# هنري جيمس فورمان
هنري جيمس فورمان (بالإنجليزية: Henry James Forman)‏ هو كاتب أمريكي، ولد في 17 فبراير 1879، وتوفي في 3 يناير 1966.